# Survalen
Survalen är en sjö i Umeå kommun i Västerbotten och ingår i Tavelåns huvudavrinningsområde. Sjön har en area på 0,0359 kvadratkilometer och ligger 105,6 meter över havet. Sjön avvattnas av vattendraget Tavelån.

## Delavrinningsområde
Survalen ingår i det delavrinningsområde (709985-171423) som SMHI kallar för Vid Q i Län punkt. Medelhöjden är 116 meter över havet och ytan är 36,4 kvadratkilometer. Räknas de 4 avrinningsområdena uppströms in blir den ackumulerade arean 99,08 kvadratkilometer. Tavelån som avvattnar avrinningsområdet har biflödesordning 2, vilket innebär att vattnet flödar genom totalt 2 vattendrag innan det når havet efter 33 kilometer. Avrinningsområdet består mestadels av skog (70 procent). Avrinningsområdet har 0,55 kvadratkilometer vattenytor vilket ger det en sjöprocent på 1,5 procent. Bebyggelsen i området täcker en yta av 0,6 kvadratkilometer eller 2 procent av avrinningsområdet.